# TV Herrentrup
Der TV Herrentrup (offiziell: Turnverein Einigkeit Herrentrup von 1905 e. V.) ist ein Sportverein aus dem Blomberger Stadtteil Herrentrup im Kreis Lippe.

## Geschichte
Der Verein wurde im Jahre 1905 gegründet. Das Sportangebot umfasst Aerobic, Affenbande, Ballspiele für Frauen, Bauch-Beine-Po, Eltern-Kind-Turnen, Fitness für Frauen und Männer, Funktionelles Ganzkörpertraining, Fußball für Freizeitsportler, Handball, Kopf bis Fuß – Wirbelsäule und mehr, Handball, Nordic Walking und Seniorensport. In den 1940er und 1950er Jahren gab es auch eine Fußballabteilung.

### Handball
Im Jahre 1972 wurde beim TV Herrentrup eine Mädchenmannschaft gegründet. In den folgenden Jahren stellte der Verein eine Frauenmannschaft, die innerhalb weniger Jahre mehrfach aufstieg. Im Jahre 1986 erreichten die Herrentruperinnen die Regionalliga West. In der Saison 1987/88 wurde die Mannschaft Meister der Staffel 1, verloren aber das Play-off-Finale um den Aufstieg in die 2. Bundesliga gegen den MSV Duisburg. Herrentrup gewann das Hinspiel mit 19:18, verlor aber das Rückspiel mit 17:19. Ein Jahr später wurden die Herrentruperinnen mit 44:0 Punkten Meister der Staffel 1 und setzten sich im Play-off-Finale gegen die SG Dülken durch. In der 2. Bundesliga spielte der TV Herrentrup zunächst in der Staffel Nord und wurde im Jahre 1991 in die Staffel Mitte eingruppiert, da die Vereine aus der ehemaligen DDR in den bundesdeutschen Spielbetrieb integriert wurden. In der Saison 1991/92 wurde die Mannschaft Dritter.
In der Saison 1990/91 nahm der TV Herrentrup am DHB-Pokal der Frauen teil. Dort unterlagen sie in der ersten Runde mit 18:23 beim Ligarivalen SV Süd Braunschweig. Im Jahre 1993 fusionierte die Handballabteilung des TV Herrentrup mit der des TV Blomberg zur HSG Blomberg-Lippe.

### Saisonbilanzen
Grün unterlegte Spielzeiten kennzeichnen einen Aufstieg.
| Saison  | Spielklasse                  | Platz | Spiele | Tore    | Diff. | Punkte | Anmerkung                                       |
| ------- | ---------------------------- | ----- | ------ | ------- | ----- | ------ | ----------------------------------------------- |
| 1986/87 | Regionalliga West, Staffel 1 | 8.    | 22     | 405:426 | −021  | 19:25  |                                                 |
| 1987/88 | Regionalliga West, Staffel 1 | 1.    | 22     |         |       | 34:06  | Play-off-Finale gegen den MSV Duisburg verloren |
| 1988/89 | Regionalliga West, Staffel 1 | 1.    | 22     | 477:303 | +174  | 44:0   | Play-off-Finale gegen die SG Dülken gewonnen    |
| 1989/90 | 2. Bundesliga Nord           | 6.    | 22     | 382:395 | −013  | 22:22  |                                                 |
| 1990/91 | 2. Bundesliga Nord           | 5.    | 20     | 338:346 | −008  | 21:19  |                                                 |
| 1991/92 | 2. Bundesliga Mitte          | 3.    | 20     | 379:335 | +044  | 27:13  |                                                 |
| 1992/93 | 2. Bundesliga Mitte          | 6.    | 20     | 337:407 | −070  | 18:22  |                                                 |

## Persönlichkeiten
- Martin Räber